# Vakulest
Vakulest (románul: Văculești) település Romániában, Moldvában, Botoșani megyében.

## Fekvése
A 29B út mellett, Brăești északi szomszédjában fekvő település.

## Leírása
Községközpont, Gorovei, Saucenita tartozik hozzá.
A 2002 évi népszámláláskor 2238 lakosa volt.